# Mauro Piacenza

Znak kardinála Piacenzy

Mauro kardinál Piacenza (* 15. září 1944 Janov) je italský římskokatolický kněz, vysoký úředník římské kurie a kardinál.

## Kněz
Kněžské svěcení přijal 21. prosince 1969, jeho hlavním světitelem byl Giuseppe kardinál Siri. Jako kněz působil ve farnostech janovské arcidiecéze, později přednášel kanonické právo na janovské univerzitě. Od roku 1990 působí ve Vatikánu, v Kongregaci pro klérus. V roce 2000 se stal zástupcem sekretáře této kongregace.

## Biskup a kardinál
Dne 15. listopadu 2003 v souvislosti se jmenováním předsedou papežské komise pro kulturní dědictví církve byl vysvěcen na arcibiskupa. V srpnu 2004 stanul v čele Papežské komise pro archeologii. O tři roky později se vrátil do Kongregace pro klérus jako její sekretář. V říjnu 2010 ho papež Benedikt XVI. jmenoval novým prefektem Kongregace pro klérus, když nahradil v úřadě brazilského kardinála Cláudia Hummese, který dosáhl věku předepsaného kanonickým právem k rezignaci. Dne 20. října 2010 ohlásil Benedikt XVI. jeho kardinálskou nominaci, k jeho jmenování kardinálem došlo 20. listopadu 2010. Papež František ho 21. září 2013 jmenoval vrchním penitenciářem Svatého stolce, kde vystřídal kardinála Manuela Monteira de Castro, odstupujícího z důvodů dosažení věkové hranice.